# Nag Hammadi Codex II

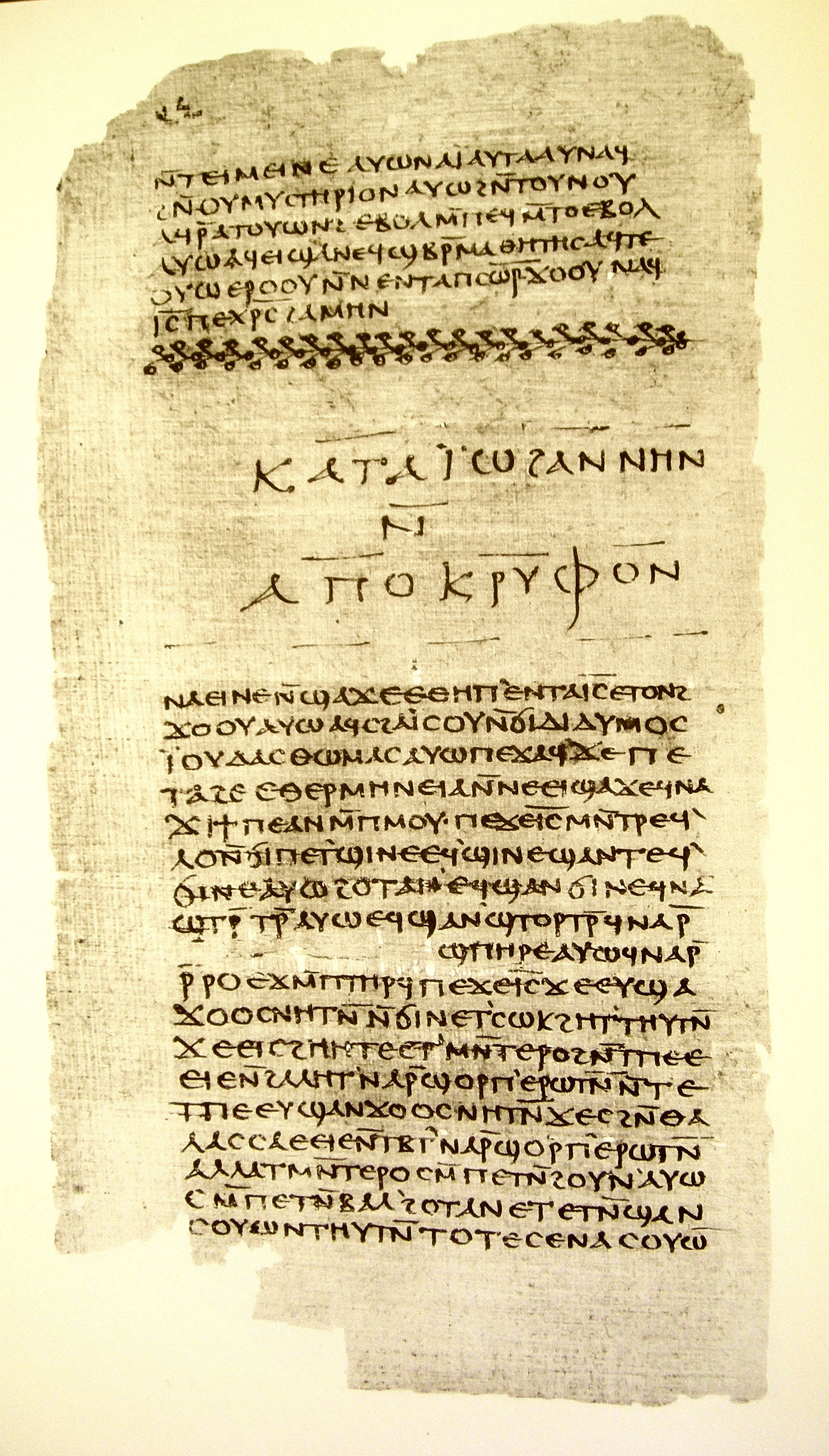
CG II, zakończenie Apokryfu Jana oraz początek Ewangelii Tomasza

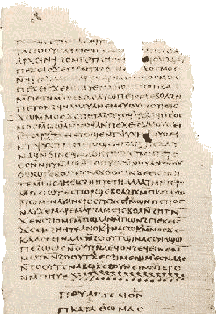
CG II, zakończenie Ewangelii Tomasza

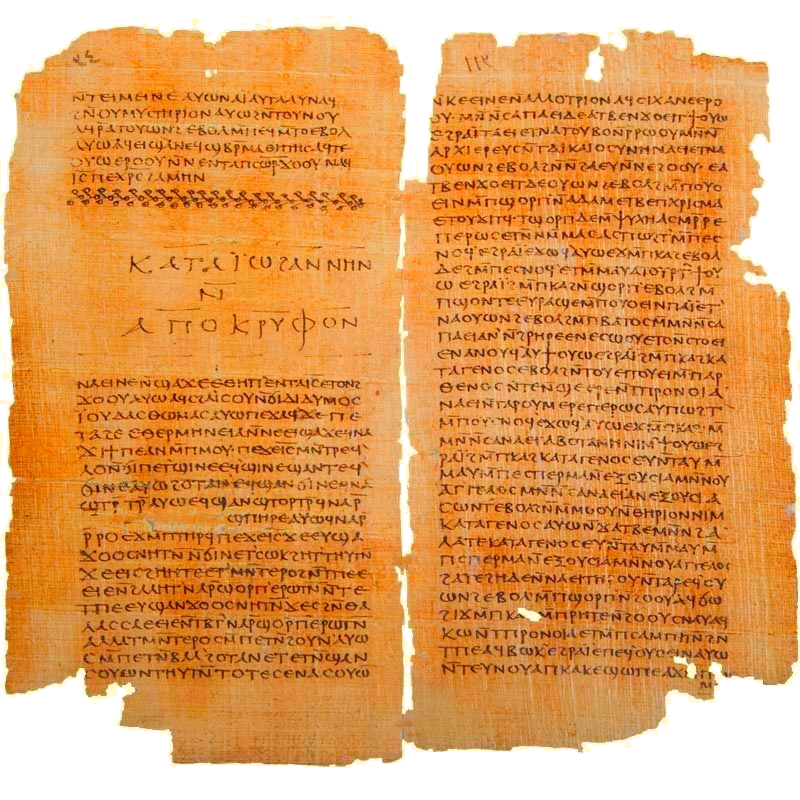
Pełna karta z początkiem Ewangelii Tomasza

Nag Hammadi Codex II (oznaczony symbolem CG II) – papirusowy kodeks zawierający kolekcję pierwszych chrześcijańskich tekstów gnostyckich zapisanych w języku koptyjskim, dialekt saidzki. Paleograficznie datowany jest na IV wiek n.e. Jest to jedyny zachowany rękopis zawierający pełny tekst Ewangelii Tomasza. Manuskrypt ten został znaleziony w Nag Hammadi w 1945 roku.

## Opis
Manuskrypt został spisany na papirusie w formie kodeksu. Karty mają wymiar 25,4 na 15,8 cm. Pierwotnie kodeks zawierał 76 nienumerowanych kart, z których zachowały się 74. Napisany jest w dialekcie saidzkim. Niektóre strony pozostały puste. Kodeks zawiera kolejno następujące dzieła:
1. Apokryf Jana
2. Ewangelia Tomasza
3. Ewangelia Filipa
4. Hipostaza archontów
5. O początku świata
6. Egzegeza o duszy
7. Księga Tomasza[2].

Tekst jest napisany pismem uncjalnym. Rękopis jest napisany wprawną ręką. Nie zawiera interpunkcji, nie ma podziału na słowa. Nomina sacra zostały zapisane w sposób zwykły, wyrazy na końcu każdej linii są skrócone, wykorzystuje ligatury, w tym staurogramy.
Manuskrypt został napisany przez dwóch skrybów (A i B). Skryba B skopiował tylko pierwszych 8 linii stronie 47 i nie jest reprezentowany w innych manuskryptach kolekcji Nag Hammadi. Skryba A skopiował wszystkie karty kodeksu z wyjątkiem 8 pierwszych linii na stronie 47, korzystał z kilku stylów a także zostawił kilka pustych stron, Puste strony pozostały prawdopodobnie dlatego, że kopiowany tekst był nieczytelny lub niedoskonały. Główny pisarz kodeksu był również skrybą Codexu XIII.
8 czerwca 1952 roku kodeks otrzymało Muzeum Koptyjskie. Przechowywany jest w dziale rękopisów tegoż muzeum (Inv. 10544) w Kairze. Po raz pierwszy został opublikowany w wydaniu fotograficznym w 1956 roku. Karty kodeksu zostały rozdzielone w 1957 roku i połączone w latach 1974–1975.